# Mijas
Mijas [andalusisch Mihah] ist eine südspanische Stadt und eine Gemeinde (municipio) mit insgesamt 93.302 Einwohnern (Stand: 2024) im Südosten der Provinz Málaga in der autonomen Gemeinschaft Andalusien.

## Lage und Klima
Das historische Zentrum der Stadt Mijas (Mijas Pueblo) liegt an der Südflanke der über 1000 m hohen Berge der Sierra de Mijas etwa 5 km nördlich der Costa del Sol knapp 560 km (Fahrtstrecke) südlich von Madrid bzw. ca. 33 km südwestlich der Provinzhauptstadt Málaga in einer Höhe von ca. 430 m. Die Region um Mijas bietet ein subtropisches Mittelmeerklima, mit einer durchschnittlichen Jahrestemperatur von 18 Grad Celsius, einer durchschnittlichen jährlichen Niederschlagsmenge von ca. 605 mm und fast 3000 Sonnenstunden pro Jahr.

## Bevölkerungsentwicklung
| Jahr      | 1857  | 1900  | 1950  | 2000   | 2020   |
| Einwohner | 5.073 | 5.702 | 7.175 | 46.232 | 86.556 |

Die Einwohnerzahl der Gemeinde ist infolge der touristischen Entwicklung und der Zuwanderung aus den Bergdörfern der Umgebung oder anderen teilen Spaniens seit den 1950er Jahren deutlich angestiegen.

## Wirtschaft
Die Gegend wurde wahrscheinlich schon in iberischer Zeit von Hirtennomaden und ihren Herden während der Sommermonate aufgesucht. Der sich später entwickelnde Ort mit seinen sich im Wesentlichen selbst versorgenden Einwohnern war traditionell von der Feldwirtschaft und von der Viehzucht abhängig. Angebaut wurden Getreide, Wein, Oliven und Gemüsepflanzen wie Bohnen und Erbsen. In den 1960er Jahren begann man mit der Entwicklung des Tourismus in Form der Vermietung von Ferienwohnungen (casas rurales).

## Geschichte
Die Geschichte des Ortes reicht möglicherweise bis in die iberisch-phönizische Zeit zurück. Die Römer nutzten die Küstenregion als Durchgangsstraße in Richtung Málaga und Cádiz, aber auch der Ort existierte bereits zu dieser Zeit. Im Jahr 711 setzten arabisch-maurische Heere aus Marokko über und drangen binnen weniger Jahre bis weit in den Norden der Iberischen Halbinsel vor. Im Zuge der Rückeroberung der ehemals christlichen Gebiete (reconquista) wurde Mijas im Jahr 1487 zweimal belagert, hielt jedoch zunächst stand.

## Sehenswürdigkeiten
Durch seine Lage in der Nähe der Touristenorte an der Costa del Sol zwischen Torremolinos und Marbella ist Mijas ein sehr beliebtes Ziel für Tagesausflüge.

## Sonstiges
Im Museum von Mijas ist das nachgebaute Treppenversteck des Vorbürgerkriegs-Bürgermeisters von Mijas, Manuel Cortés Quero, zu sehen. Dieser hatte sich nach dem Spanischen Bürgerkrieg in Mijas versteckt, bis das Regime Francos 1969, dreißig Jahre nach Kriegsende, eine Generalamnestie für alle „Kriegsverbrecher“ – gemeint waren ausschließlich die der Gegenseite – erließ. Außer Cortés kamen nur noch zehn Männer aus ihren Verstecken. Der englische Journalist Ronald Fraser  interviewte Manuel Cortés und veröffentlichte 1972 das Buch In Hiding. The life of Manuel Cortés, auf Deutsch erschienen unter dem Titel Im Versteck. Die Interviews waren ein Meilenstein in der methodischen Entwicklung der Oral History.

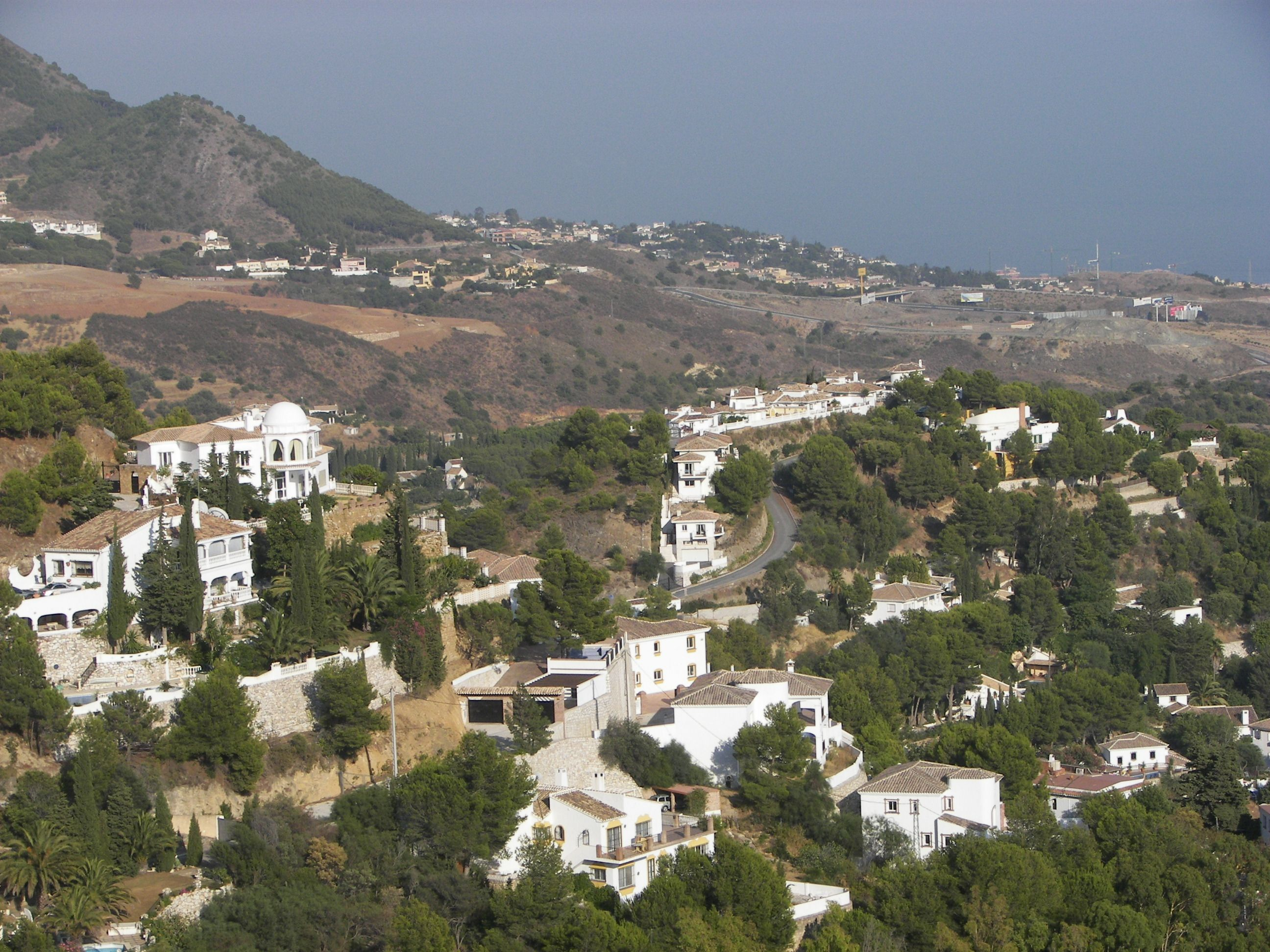
Blick von Mijas Zentrum Richtung Osten
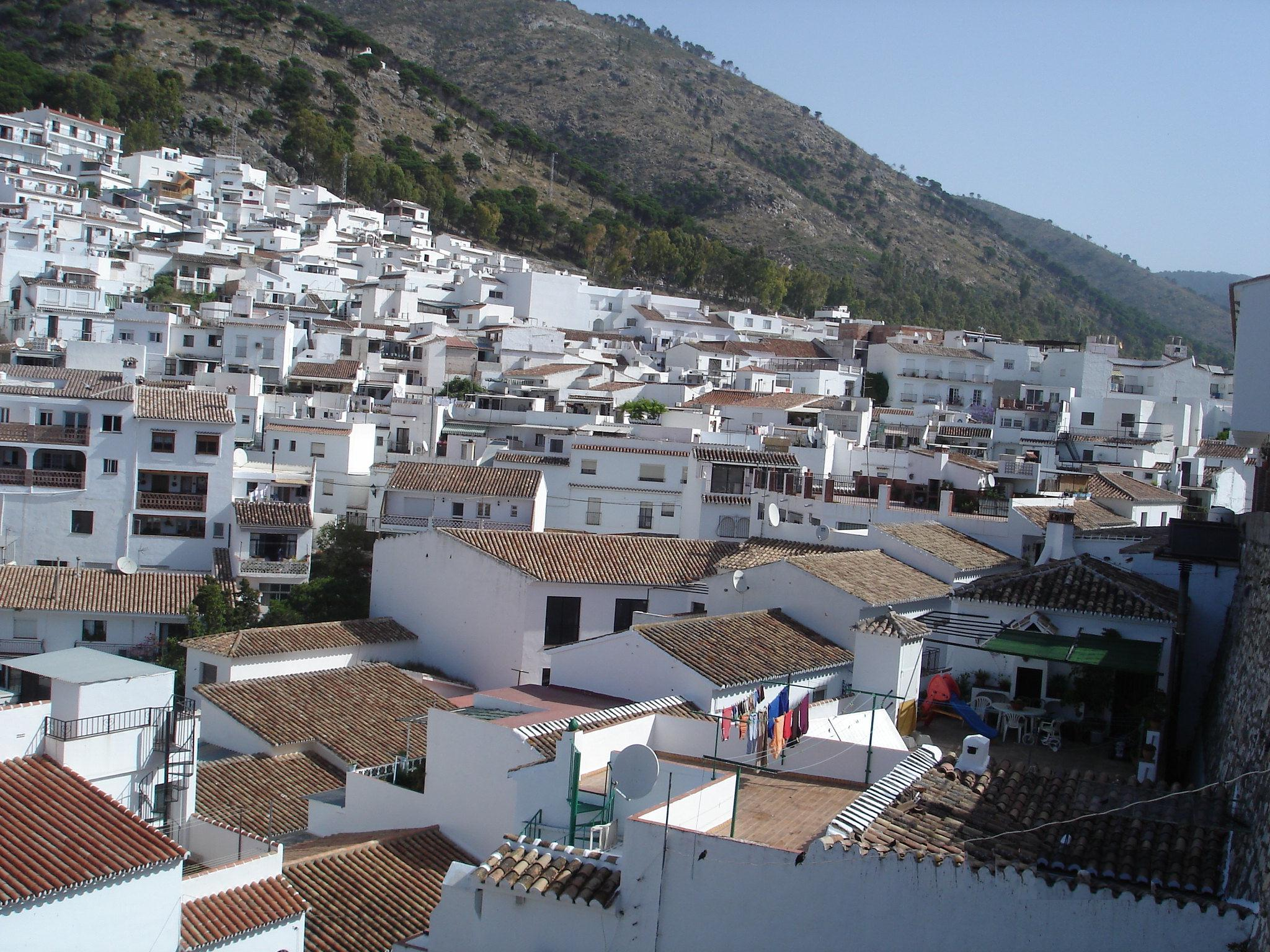
Zentrum Richtung Norden
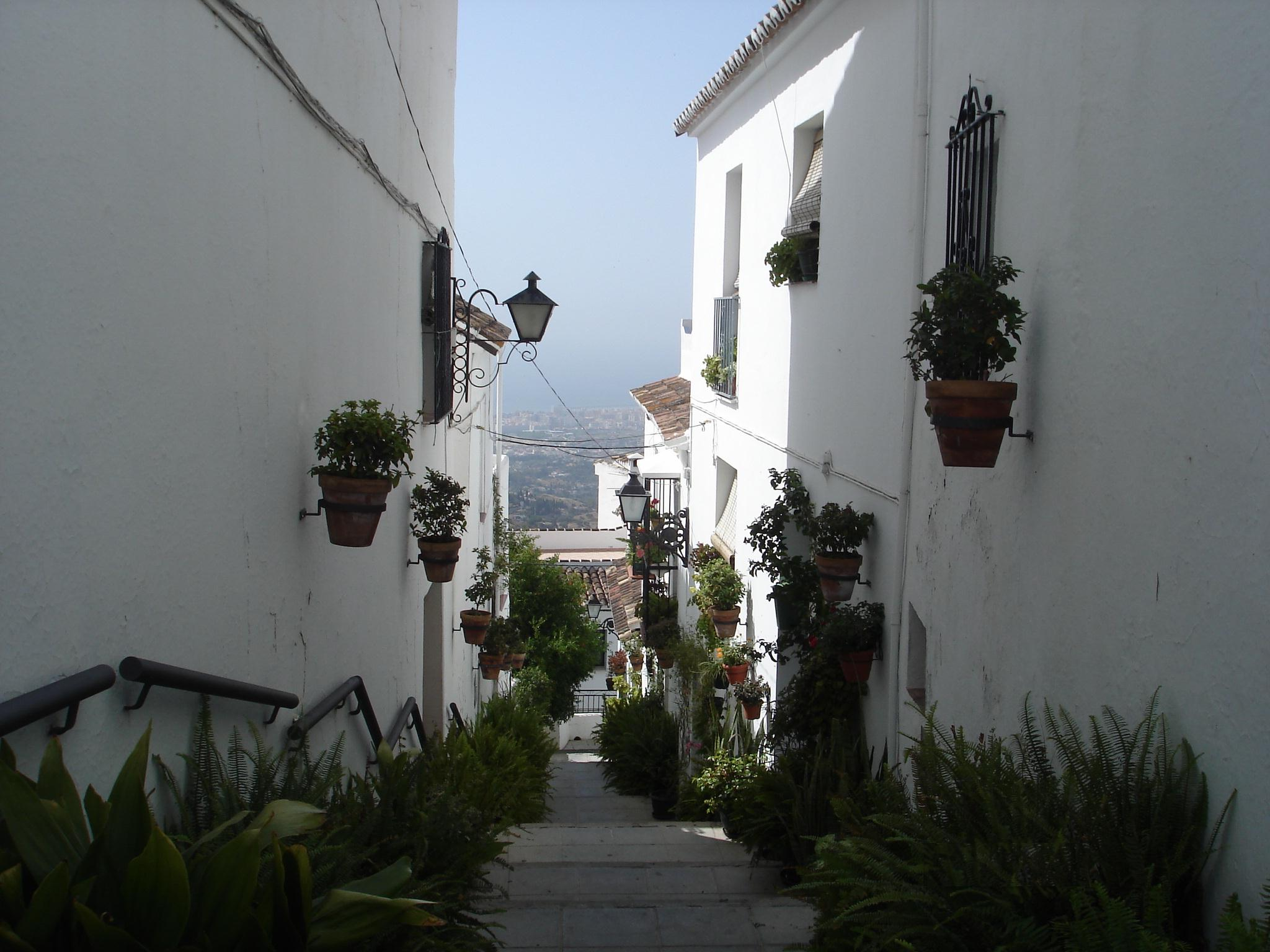
Callejon de los Gitanos / Zigeunergäßchen
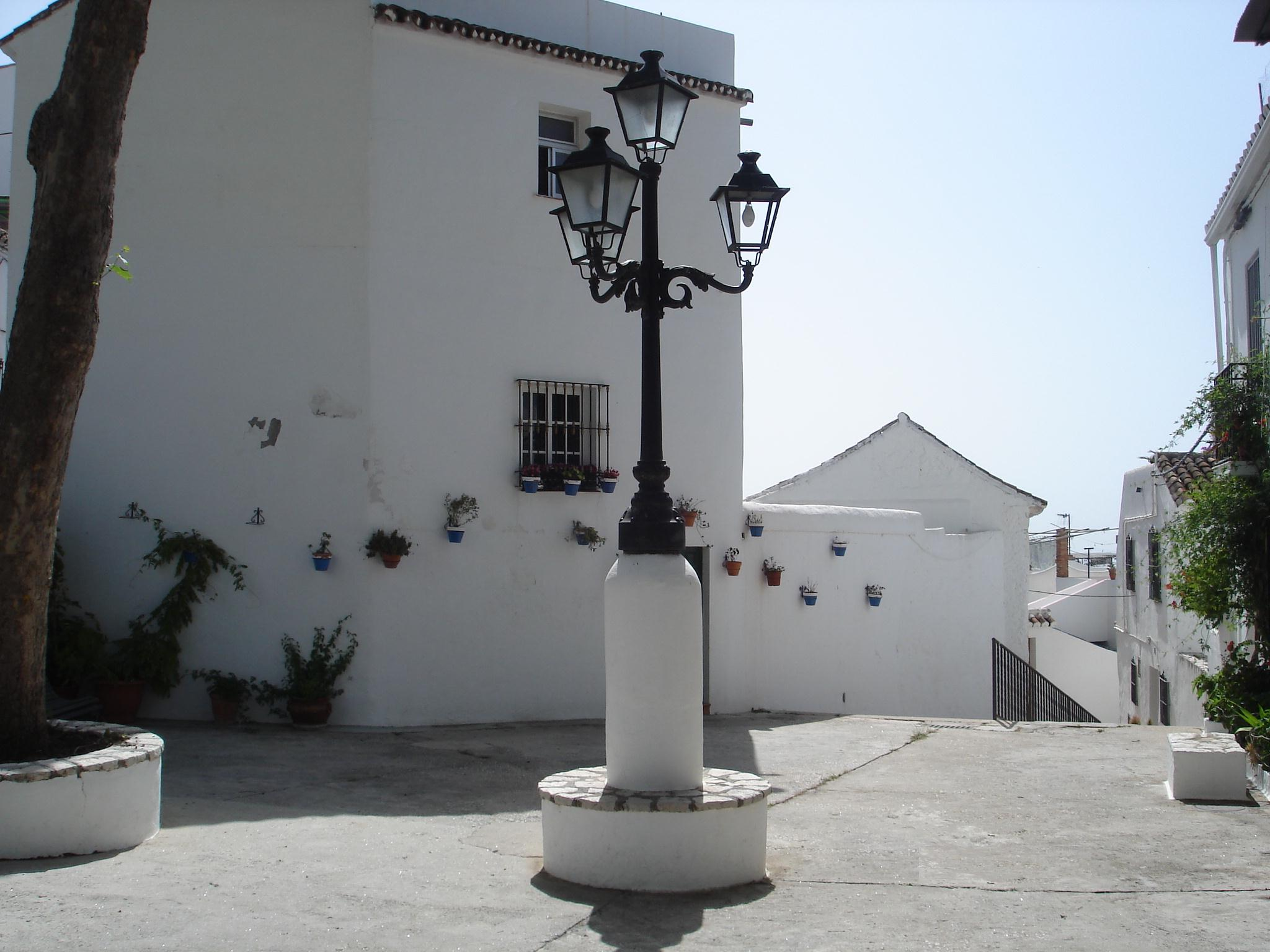
Barrio Sant’Ana / Altstadt
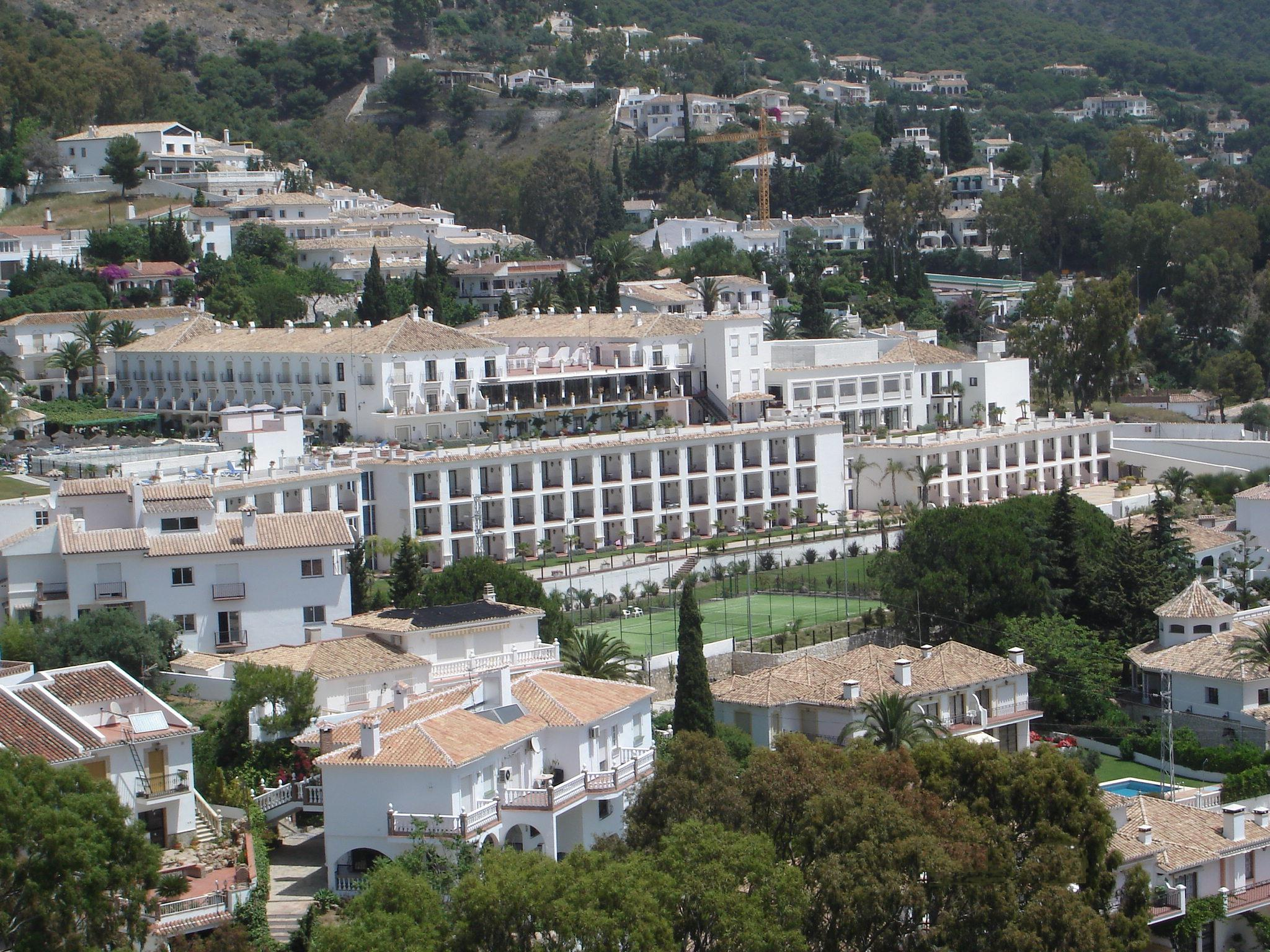
„Hotel Mijas“ im Zentrum
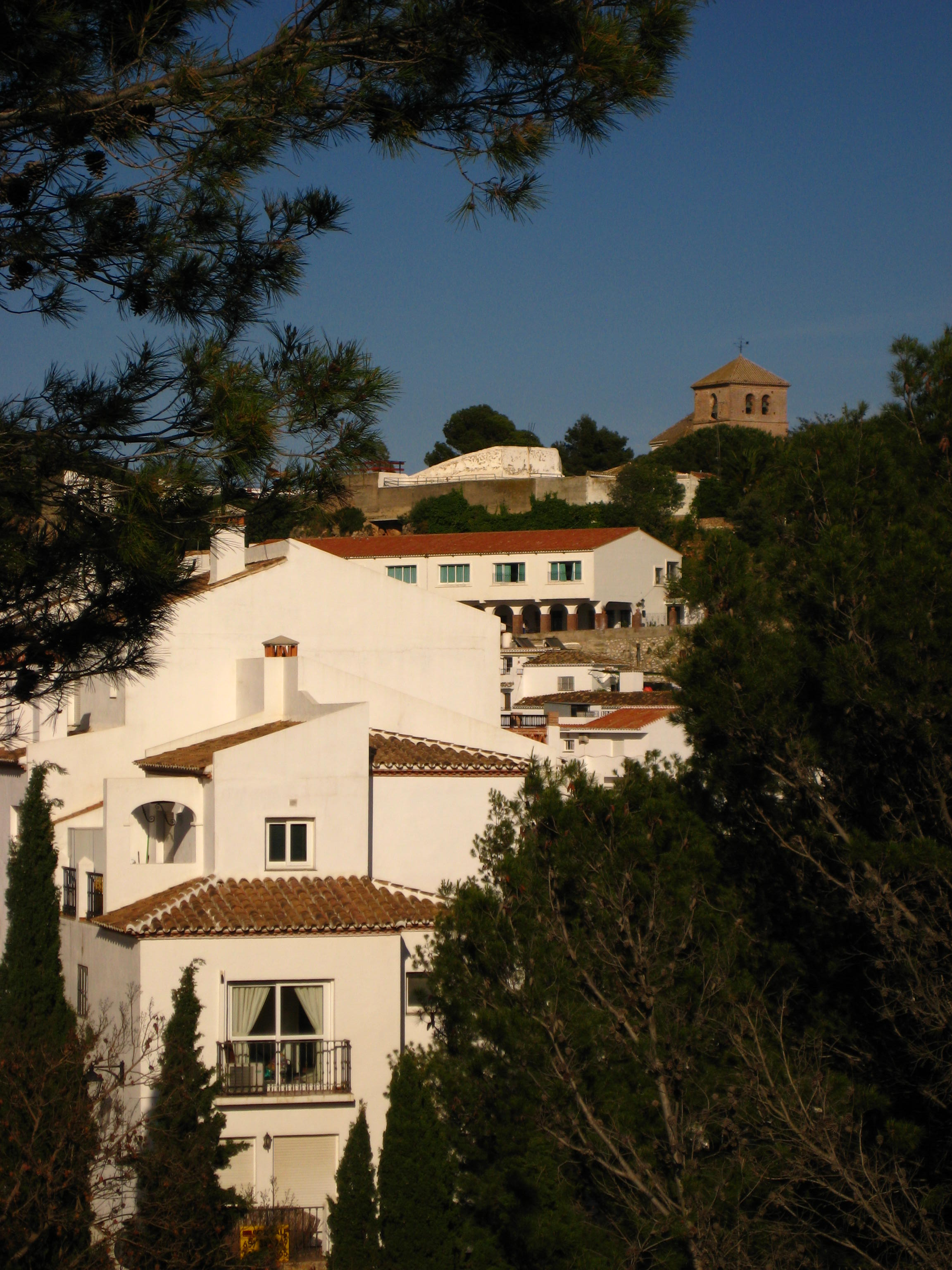
Stierkampfarena und Parroquia (Hauptkirche)

## Persönlichkeiten
- Javier Castillo (* 1987), Schriftsteller